# マイク・ダンリービー (政治家)

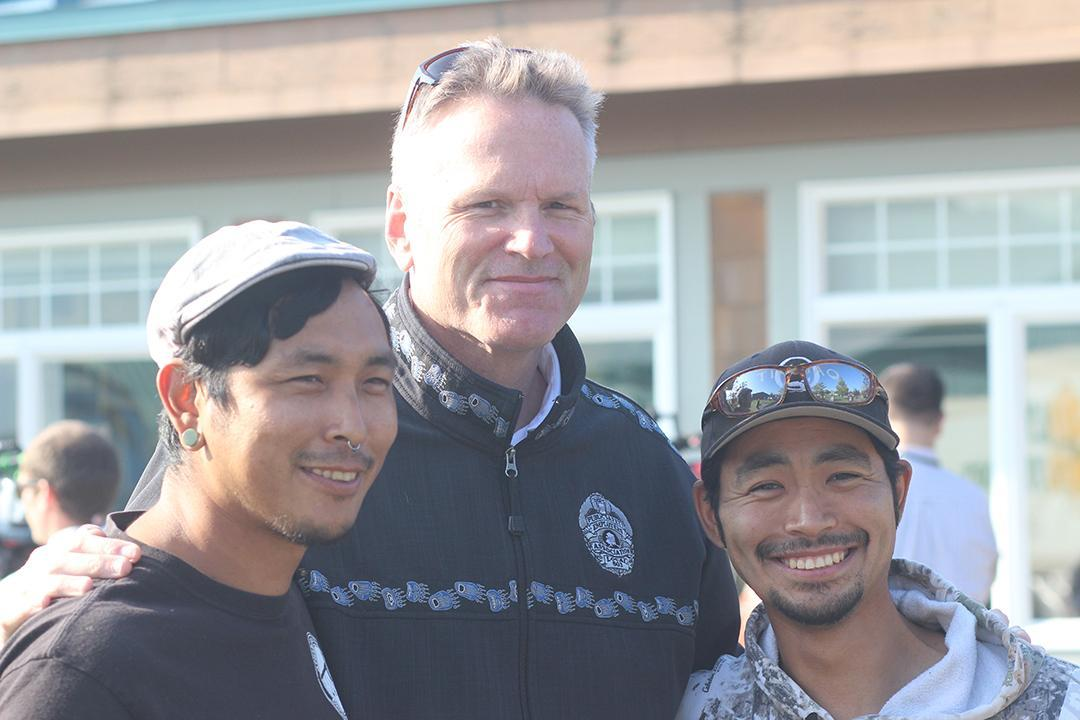
山火事発生時の会合で地域住民と（2019年）

マイク・ダンリービー（英: Mike Dunleavy）、本名マイケル・ジェームズ・ダンリービー（Michael James Dunleavy、1961年5月5日 - ）は、アメリカ合衆国の政治家。第14代アラスカ州知事。
アラスカ州上院議員を経て、2018年の州知事選挙に撤退した現職ビル・ウォーカーに代わって共和党から立候補、元連邦上院議員の民主党候補マーク・ベギッチを破って当選した。

## 経歴
ペンシルベニア州スクラントン出身。1983年、ミザリコーディア大学卒業後、アラスカ大学フェアバンクス校大学院に進学し、教育学の修士号を取得。1983年にアラスカ州に転居後、一貫して教育の道を進み、教諭や校長、学区長を歴任した。アラスカ州上院議員当選以前はマタヌスカ・スシトナ郡議会議員を務めていたが、そのうち2年間は議長の地位にあった。
2012年のアラスカ州議会議員選挙にD選挙区から立候補し、8月28日の共和党予備選で現職のリンダ・メナードを得票率57.42%（得票数2802票）で破った。11月6日の本選挙でも同94.24%（1万1724票）で大勝し、上院議員に当選した。
2017年、翌年に行われる州知事選への立候補を表明。同年9月に健康上の問題からいったん選挙戦を中止したが、12月に再開した。2018年1月15日には、選挙活動に集中するため上院議員を辞任した。後任の上院議員には多くの名前が挙がったが、元アメリカ空軍中佐のマイク・シャワーが知事ビル・ウォーカーから指名され、上院議員団もこの人事を承認した。
2018年11月の州知事選挙で初当選。副知事にはケビン・メイヤーが選出された。同年12月3日に知事に就任し、州の検事総長にはケビン・クラークソンを指名した。2022年11月8日の州知事選挙では民主党のレス・ガラ州下院議員、無所属で出馬したウォーカー前州知事らを下し再選された。

## 選挙結果
| マイク・ダンリービー   | 43,802 | 61.5  |
| ミード・トレッドウェル | 22,780 | 32.0  |
| マイケル・シェルドン   | 1,640  | 2.3   |
| メリカ・フラトクー     | 1,064  | 1.5   |
| トマス・ゴードン       | 884    | 1.4   |
| ジェラルド・ハイクス   | 499    | 0.7   |
| ダリン・コーブリー     | 416    | 0.6   |
| 総計                   | 71,195 | 100.0 |

| 2018年アラスカ州知事選挙 | 2018年アラスカ州知事選挙 | 2018年アラスカ州知事選挙       | 2018年アラスカ州知事選挙 | 2018年アラスカ州知事選挙 |
| 所属政党                 | 所属政党                 | 候補者名                       | 得票数                   | 得票率 (%)               |
| ------------------------ | ------------------------ | ------------------------------ | ------------------------ | ------------------------ |
|                          | 共和党                   | マイク・ダンリービー           | 145,631                  | 51.44                    |
|                          | 民主党                   | マーク・ベギッチ               | 125,739                  | 44.41                    |
|                          | 無所属                   | ビル・ウォーカー（現職・撤退） | 5,757                    | 2.03                     |
|                          | リバタリアン党           | ウィリアム・トイエン           | 5,402                    | 1.91                     |
|                          |                          | その他                         | 605                      | 0.21                     |
| 総計                     | 総計                     | 総計                           | 283,134                  | 100.0                    |

| 2022年アラスカ州知事選挙 | 2022年アラスカ州知事選挙 | 2022年アラスカ州知事選挙 | 2022年アラスカ州知事選挙 | 2022年アラスカ州知事選挙 |
| 所属政党                 | 所属政党                 | 候補者名                 | 得票数                   | 得票率 (%)               |
| ------------------------ | ------------------------ | ------------------------ | ------------------------ | ------------------------ |
|                          | 共和党                   | マイク・ダンリービー     | 132,632                  | 50.29                    |
|                          | 民主党                   | レズ・ガーラ             | 63,851                   | 24.21                    |
|                          | 無所属                   | ビル・ウォーカー         | 54,668                   | 20.73                    |
|                          | 共和党                   | チャーリー・ピアース     | 11,817                   | 4.48                     |
|                          |                          | その他                   | 784                      | 0.30                     |
| 総計                     | 総計                     | 総計                     | 263,752                  | 100.0                    |